# にっぽん美味めぐり
『にっぽん美味めぐり』（にっぽんびみめぐり）は、1993年5月3日から同年7月5日までテレビ東京系列局で放送されていたテレビ東京製作の紀行番組である。全9回。放送時間は毎週月曜 19:00 - 19:30 （日本標準時）。
毎回日本各地の美味しい料理を紹介していた。本番組は途中で打ち切られており、7月5日付の新聞テレビ欄には最終回マークが付されていなかった。また、別の時間帯へ移動した上で続けられることも無かった。

## 訪れた場所
1. 静岡県下田市
2. 富山県富山市 - 2回訪問。
3. 千葉県勝浦市
4. 志摩半島
5. 大分県別府市
6. 有明海 - 新聞テレビ欄には「有明湾」と表記。